# Ullsten
Ullsten är ett svenskt efternamn som kan stavas på något olika sätt. Den 29 maj 2018 var det följande antal personer i Sverige med stavningsvarianterna:
- Ullsten 117
- Ullstén 12

## Personer med namnet Ullsten eller varianter av detta namn
- Ola Ullsten, (1931–2018), folkpartistisk politiker
- Åke Ullsten, (1923–2007), svensk idrottsman
- Olav Harald Ulstein, född 1963, norsk konstnär